# Schwarzkopfkolk
Der Schwarzkopfkolk ist ein kleines stehendes Gewässer (Kolk) im Magdeburger Stadtteil Berliner Chaussee, Ortsteil Neugrüneberg.
Der kleine Teich liegt westlich der Straße Schwarzkopfweg und ist als Flächennaturdenkmal eingestuft. Er gilt ökologisch als sogenanntes Trittsteinbiotop innerhalb des sonst vorwiegend mit Wohnhäusern bebauten Gebiets. Insbesondere Wasservögel und Amphibien leben im artenreichen Biotop. Unter den Fischen sind  Karauschen nachgewiesen. Der Schwarzkopfkolk dient auch als Angelgewässer. Am Ufer ist der Kolk von einem Schilfgürtel und einigen Weiden umgeben.
Im Herbst 2006 veranlasste das Magdeburger Umweltamt den Beginn von Arbeiten zur Entschlammung des Gewässers, da eine fortschreitende Verlandung festzustellen war. Der Schilfgürtel wird dabei nur abschnittsweise zurückgeschnitten, um den Tieren das Schilf als Rückzugsmöglichkeit zu belassen. Auch eine Beschneidung der im Uferbereich befindlichen Weiden ist für die Durchführung der Baggerarbeiten vorgesehen.